# 简单决议案
在美国，简单决议案是只须国会两院其中一院通过的议案。因为简单决议案只在众议院或只在参议院通过，它并不提交给总统，也因此没有法律效力(是指沒有法律拘束力，但並非該決議無效)，屬於無約束力決議之一種。简单决议案一般用于订立院内的议事程序，或议院作为一个整体表达对某件事的看法。

## 著名的简单决议案
- 2007年众议院第121号决议案，敦促日本政府为二次大战期间强征20万慰安妇的行为道歉。